# Gottfrid Karlsson (socialdemokrat)
Oskar Gottfrid Karlsson, född 6 februari 1882 i Sankt Pers socken, Östergötland, död 29 juni 1953 i Vadstena, var en svensk riksdagspolitiker (socialdemokrat), till yrket lokförare.  
Gottfrid Karlsson arbetade som gelbgjutare 1896–1900, lokeldare 1900–1918 och var (officiellt) lokförare 1919-1945. Han var ledamot av riksdagens andra kammare 1919–1932, invald i Östergötlands läns södra valkrets till 1921 och därefter invald i Östergötlands läns valkrets. Han invaldes sedermera i första kammaren, där han var ledamot från 1933 till sin död, 1953.
Han var ledamot av direktionen för Vadstena lasarett och sjukhem 1921–1953 och blev ordförande av densamma 1930. Han var ledamot av Vadstena stadsfullmäktige 1911–1919, landstingsman i Östergötlands län 1919–1952 och ordförande i Östergötlands läns landsting 1947–1951.